# Ключи (Тонкинский район)
Ключи — опустевшая деревня в Тонкинском районе Нижегородской области в составе сельского поселения  Вязовский сельсовет.

## География
Находится на расстоянии примерно 9 километров по прямой на северо-восток от районного центра поселка Тонкино.

## Население
Постоянное население не было учтено как в 2002 году, так и в 2010 .